# Viktor Majdandžić
Viktor Majdandžić (Ivanjska, 1931.): akademski slikar.
Rođen je u Ivanjskoj, kod Banja Luke. Osnovnu školu završio je u rodnoj Ivanjskoj, a gimnaziju u Banjoj Luci. Nakon studija vanjske trgovine i ekonomije, posvetio se likovnoj umjetnosti. Godine 1959. završava studije na Nacionalnoj akademiji likovnih umjetnosti u Beogradu (u klasi profesora Nedeljka Gvozdenovića), gdje mu je dodijeljena prva nagrada za diplomski rad.
Viktor je počeo graditi svoj specifični okvir ljudskoga života i likovne umjetnost u Banjoj Luci dalekih šezdesetih godina prošlog stoljeća. Već oko 1964. – 65. stvorio je slike u kojima se geometrijski oblici sukobljavaju s gestualno nanesenim tokovima materije, a spontano miješa s racionalnim (Put za Kiteru). Poslije je nastavio da elaborira jednu svojevrsnu koncepciju op-arta, građenu na principima umnožavanja početne ćelije i utemeljnu na egzaktnim, matematičkim proračunima.
Aktivnostima u oblasti kulture, pisanjem likovnih kritika i uključivanjem u organizaciju "Jesenjeg salona', (godišnja međunarodna likovna izložba) uticao je na razvoj grada Banja Luke kao centra moderne umjetnosti, s nadaleko poznatim bijenalom i muzejom moderne umjetnosti. Sve vrijeme do 1968.pored slikarstva bavi se i pedagoškim radom, što će činiti bitnu predspremu za Viktorovo kasnije djelovanje.
Viktor je emigrirao u Nizozemsku 1969. godine. Tijekom umjetničke karijere u Nizozemskoj, kao humanista slikar, izvrsno je kombinirao slikarstvo s pružanjem profesionalne pomoći psihijatrijskim bolesnicima. Dijelio je svoj studio s njima nadahnjujući ih da se snađu u životu kao autonomne i slobodne osobe. Ovo je bio jedinstveni oblik art terapije.
Viktor uporno slika, putuje, izlaže, piše. Njegov slikarski rukopis izlagan je  na brojnim samostalnim i kolektivnim izložbama diljem svijeta, uključujući nedavne u Rimu, Hamburgu, Beču, Berlinu, Londonu, New Yorku, Helsinkiju. Njegova djela nalazi se u javnim (London, Las Vegas, Banja Luka) i privatnim kolekcijama (Švicarska, Njemačka, Bosna i Hercegovina, Nizozemska).
Naslikao je preko 1000 slika. Jedna od njih izabrana je u „TOP 10“ djela iz svjetske Saatchi online galerije.
Njegova su djela i umjetnička shvatanja objavljena u SAD u više knjiga: „Međunarodni suvremeni majstori“ III, IV, V, te „Utjecajni umjetnici II, i u magazinu iz Njujorka „VIZOR“.
Živi i radi u Ermelu u Nizozemskoj.
Nedavne nagrade
2018: 3. nagrada, Nagrada likovnih kritičara, Biennale Chianciano,
2015: 3. nagrada, Leonardova nagrada za slikarstvo, Biennale Chianciano
2015: nagrada Sandro Botticelli, Firenca
2015: 3. nagrada, London Art Biennale
2014: Nagrada za osobnu knjigu, nakladništvo ICA, New York
2014: Javna nagrada, Euro Art Danska